# Rubén Ruiz Ibárruri
Rubén Ruiz Ibárruri (9. ledna 1920, Somorrostro, Španělsko — 3. září 1942, Stalingrad, dnes Volgograd) byl jediný syn slavné španělské političky a dlouholeté předsedkyně španělské komunistické strany Dolores Ibárruri, známé jako La Pasionaria.

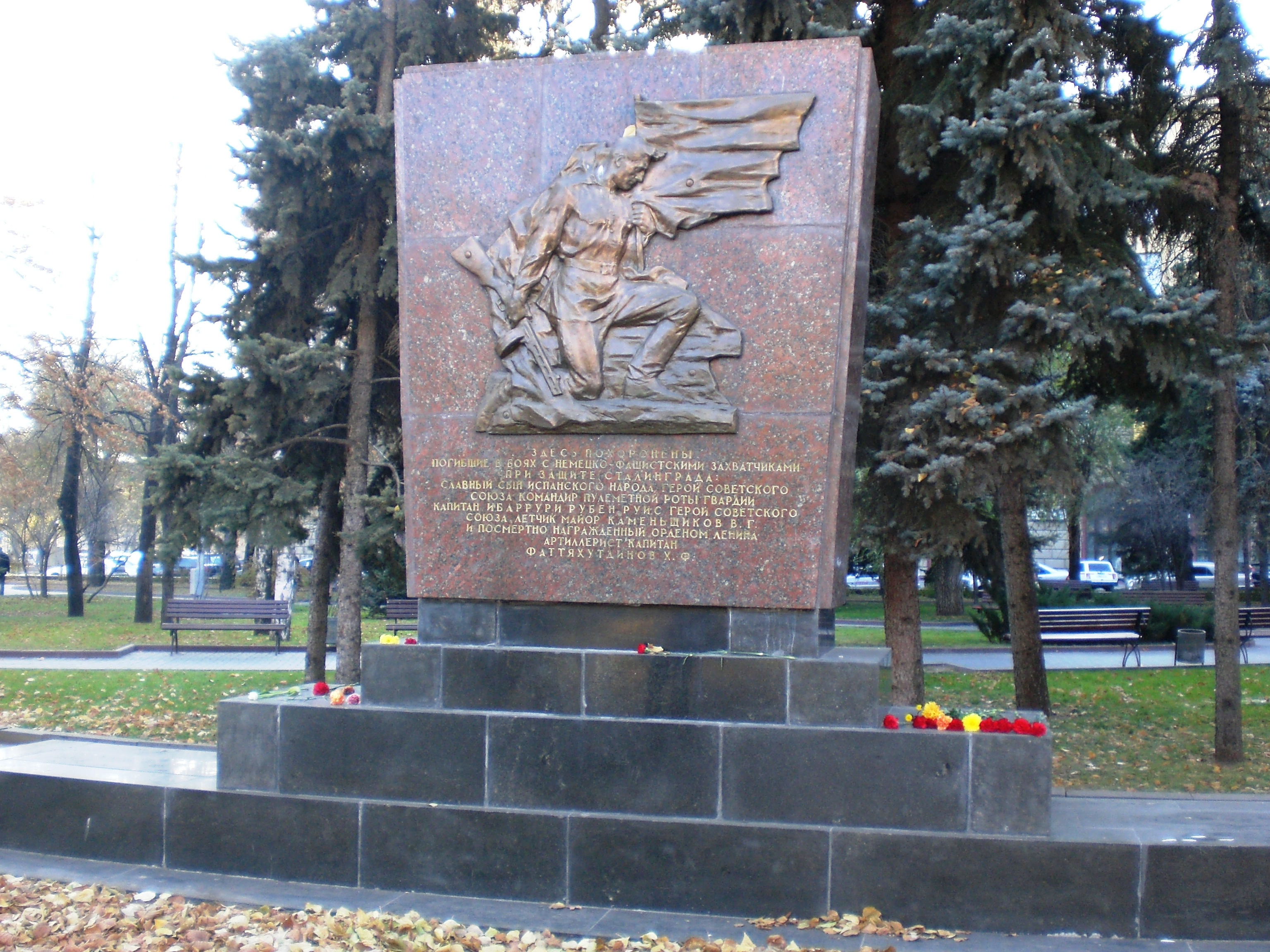
Památník Rubéna Ibárruiho ve Volgogradě

Jako bývalý voják Španělské občanské války vstoupil po emigraci do SSSR do Rudé armády, kde dosáhl hodnosti poručíka. Byl smrtelně zraněn v stalingradské bitvě. Za chrabrost během bitvy mu byl udělen titul hrdina Sovětského svazu.
Od mládí se zapojoval do komunistického hnutí a v roce 1935 po zatčení své matky odešel do Sovětského svazu, kde se učil v automobilové továrně. Po vypuknutí občanské války se však vrátil do rodné vlasti, aby bojoval jako člen mezinárodních brigád. Do bojů na východní frontě druhé světové války se zapojil hned od prvních dní, nejdříve v prostorách Borisova, později jeho oddíl bránil přechod přes řeku Berezina. Při střetu s německými tanky byl zraněn a později vyznamenán Řádem rudého praporu.
V roce 1942 velel kulometné rotě, která v 35. gardové divizi bránila přístupy k Stalingradu. Když se větší část divize na stalingradské bojiště teprve přesouvala, německému útoku musel čelit střelecký prapor. Když 24. srpna německá vojska zahájila útok směrem k stanici a velitel praporu padl, Ibárruri převzal velení a vedl své vojáky do protiútoku, při kterém zlikvidovali asi 100 nepřátelských vojáků. V tomto boji utrpěl zranění, kterým později podlehl. Výnosem prezídia Nejvyššího sovětu mu byl 22. srpna 1956 udělen titul hrdina Sovětského svazu.
Je pochován v blízkosti Mamajovy mohyly a má ve Volgogradě památník v Aleji hrdinů.